# Кристиян Тейо
Кристиян Тейо Ерера (на испански: Cristian Tello Herrera) е испански футболист, играещ като нападател или крило за саудитския Ал-Оруба.

## Биография
Роден е на 11 август 1991 г. в Сабадел Барселона Каталуния. Тейо започва да играе на 11-годишна възраст за Rull CF. Скоро след това преминава в Барселона, но бива даден под наем за една година в CF Dam.
На 28 януари 2012 г. влиза в игра на мястото на Адриано Корея в 75-ата минута в мача на „Барселона“ с „Виляреал“, завършил с резултат 0:0. В отбора на каталунците Тейо играе с номер 16.